# Tour de Corse 1975
Le Tour de Corse 1975 (19e Tour de Corse), disputé du 8 au 9 novembre 1975, est la trentième manche du championnat du monde des rallyes (WRC) courue depuis 1973 et la neuvième manche du championnat du monde des rallyes 1975 (WRC). L'épreuve fait également partie du championnat de France des rallyes.

## Contexte avant la course

### Le championnat du monde
À la suite de l'annulation du rallye de Rideau Lakes, au Canada, le championnat du monde des constructeurs a été réduit à dix manches, le Tour de Corse constituant l'avant-dernière épreuve de l'année. Les épreuves du championnat sont réservées aux voitures des catégories suivantes :
- Groupe 1 : voitures de tourisme de série
- Groupe 2 : voitures de tourisme spéciales
- Groupe 3 : voitures de grand tourisme de série
- Groupe 4 : voitures de grand tourisme spéciales

À ce stade de la saison, la Scuderia Lancia, forte de trois victoires, a pris une sérieuse option sur le titre mondial, son principal adversaire Fiat (faisant partie du même groupe) ne participant pas à l'épreuve française. Même en cas de victoire d'Opel ou d'Alpine en Corse, une troisième place permettrait à Lancia d’empocher un second titre consécutif avant terme. 

### L'épreuve
Disputé pour la première fois en 1956, le Tour de Corse est depuis 1973 la manche française du championnat du monde. Surnommée le rallye aux 10000 virages en raison de son parcours extrêmement sinueux, cette épreuve automnale créée à l'initiative du docteur Jean Sermonard et du comte Peraldi est réputée pour son tracé très sélectif. Les agiles berlinettes Alpine s'y sont imposées à quatre reprises de 1968 à 1973, avant que la Lancia Stratos de Jean-Claude Andruet ne mette fin à leur domination en 1974.

## Le parcours

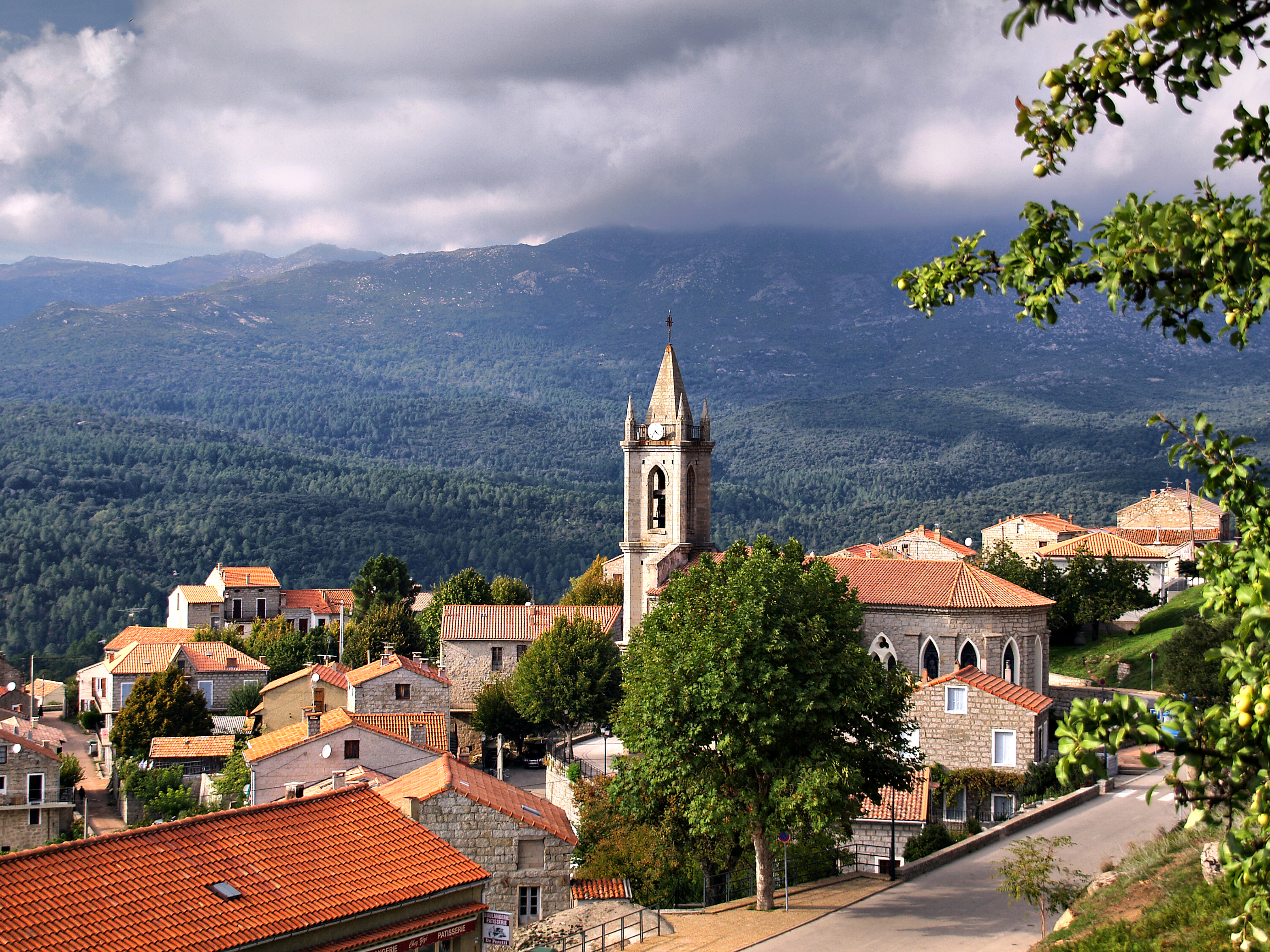
Zonza, sur le parcours de la boucle sud

- vérifications techniques : 7 novembre 1975 à Ajaccio
- départ : 8 novembre 1975 d'Ajaccio
- arrivée : 9 novembre 1975 à Ajaccio
- distance : 1 243,9 km (sur 1340 km prévus) dont 391,9 km sur 7 épreuves spéciales (10 épreuves initialement prévues, pour un total de 479,4 km chronométrés)
- surface : asphalte
- Parcours divisé en deux étapes[3]

### Première étape (boucle nord)
- Ajaccio - Bastia - Ajaccio, du 8 au 9 novembre
- 2 épreuves spéciales, 182,7 km (5 épreuves initialement prévues, pour un total de 270,2 km)

### Deuxième étape (boucle sud)
- Ajaccio - Zonza - Ajaccio, le 9 novembre
- 5 épreuves spéciales, 209,2 km

## Les forces en présence
- Lancia

La Scuderia Lancia engage deux Stratos HF groupe 4, à moteur central arrière. Comme au rallye Sanremo, Sandro Munari dispose de la version 24 soupapes du V6 de 2400 cm3, développant 285 chevaux, tandis que son coéquipier Raffaele Pinto pilote la version 12 soupapes (environ 240 chevaux), pour un poids de 800 kg en version 'asphalte'. Au côté des deux voitures d'usine, Bernard Darniche dispose de la Stratos privée de Robert Neyret, engagée par le réseau Chardonnet, avec laquelle il vient de remporter le Tour de France automobile. Ce modèle douze soupapes est un peu moins puissant (230 chevaux) que la voiture de Pinto et ne dispose pas des disques de freins de grand diamètre adoptés par l'usine pour cette épreuve.
- Alpine-Renault

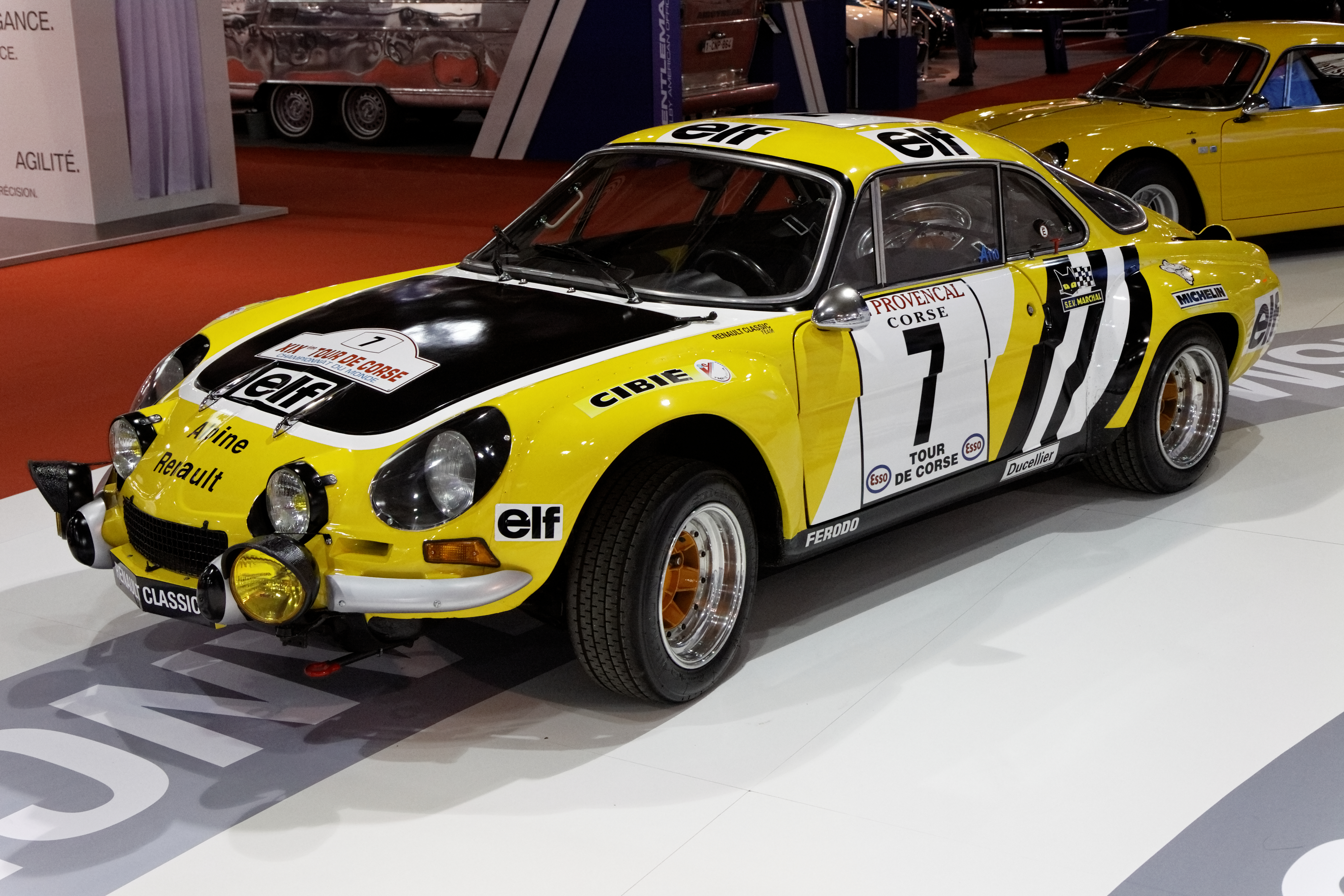
L'Alpine A110 de Jean-Pierre Nicolas.

Le constructeur dieppois a engagé quatre voitures : deux A310 groupe 4 confiées à Jean-Luc Thérier et Francis Vincent, ainsi que deux berlinettes A110 groupe 4 pour Jean-Pierre Nicolas et Gérard Larrousse. Thérier dispose du modèle le plus affûté, son A310 disposant de la version seize soupapes du quatre cylindres 1800 cm3, développant environ 200 chevaux, tandis que Vincent dispose de la version huit soupapes (préparation Mignotet, environ 180 chevaux), tout comme les A110 de Nicolas et Larrousse. Ces dernières ont pour atout principal leur légèreté (un peu plus de 700 kg, 100 kg de moins que les A310). Au côté des voitures officielles, plus de vingt équipages disposent de berlinettes privées, les plus en vue étant celles de Jacques Henry, Jean-Pierre Manzagol ou Francis Serpaggi en groupe 4, celles de Michèle Mouton et Bernard Picone en groupe 3.
- Alfa Romeo

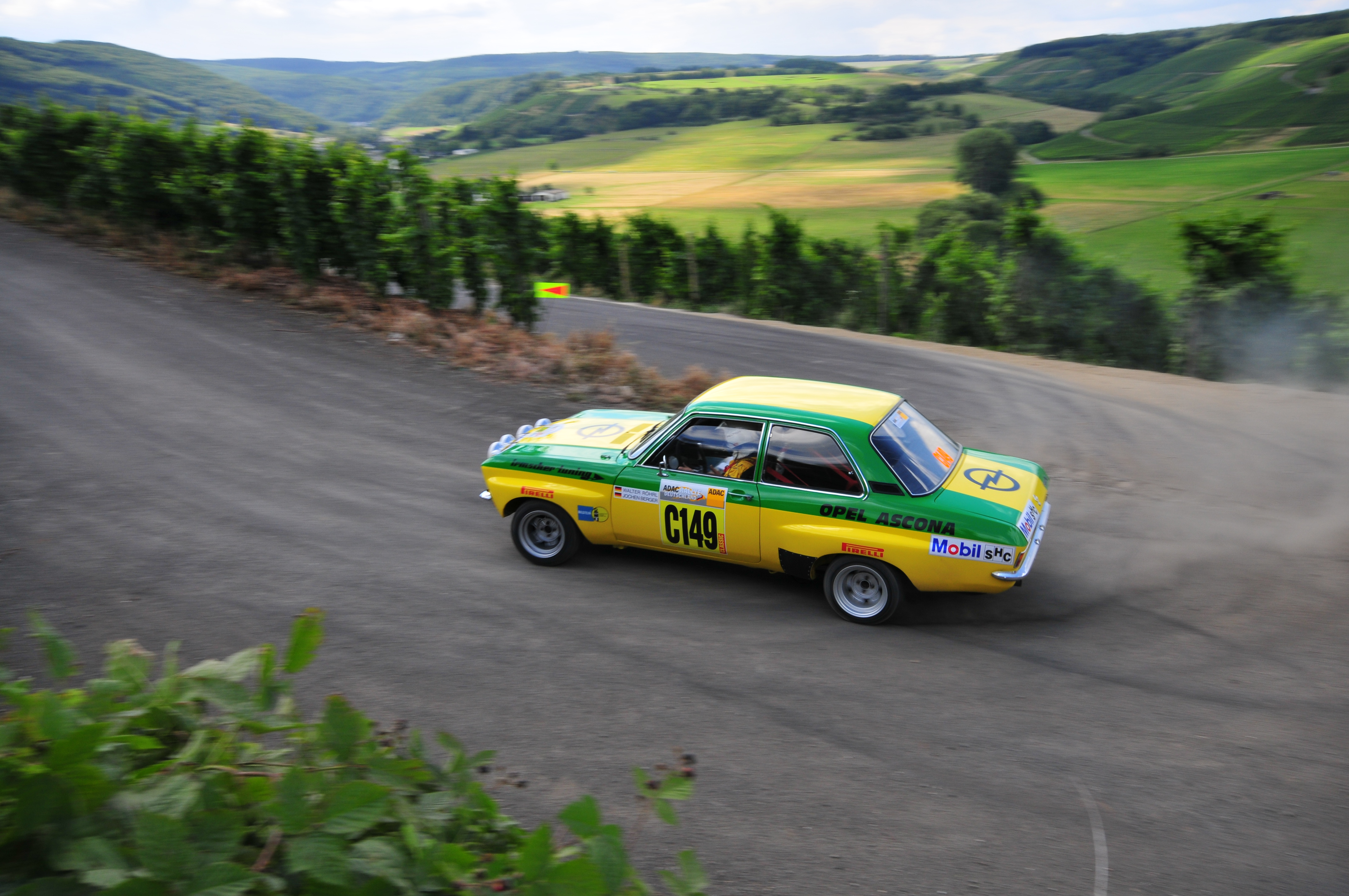
Une Opel Ascona groupe 2.

Jean-Claude Andruet s'aligne sur un coupé Alfetta groupe 2 (1800 cm3, 220 chevaux) engagé par Autodelta.
- Opel

Opel Marseille a engagé deux Ascona groupe 2 pour Guy Chasseuil et Jean-Louis Clarr. Henry Greder s'aligne sur une nouvelle Kadett GT/E. La voiture est pratiquement de série, mais à cause d'un retard d'homologation en groupe 1, elle est engagée en groupe 4.
- Porsche

Cinq Porsche Carrera groupe 3 sont au départ, dont celle de Jean-François Mas, préparée chez Alméras, d'une puissance de 235 chevaux, qui vise la victoire de groupe.

## Déroulement de la course

### Première étape

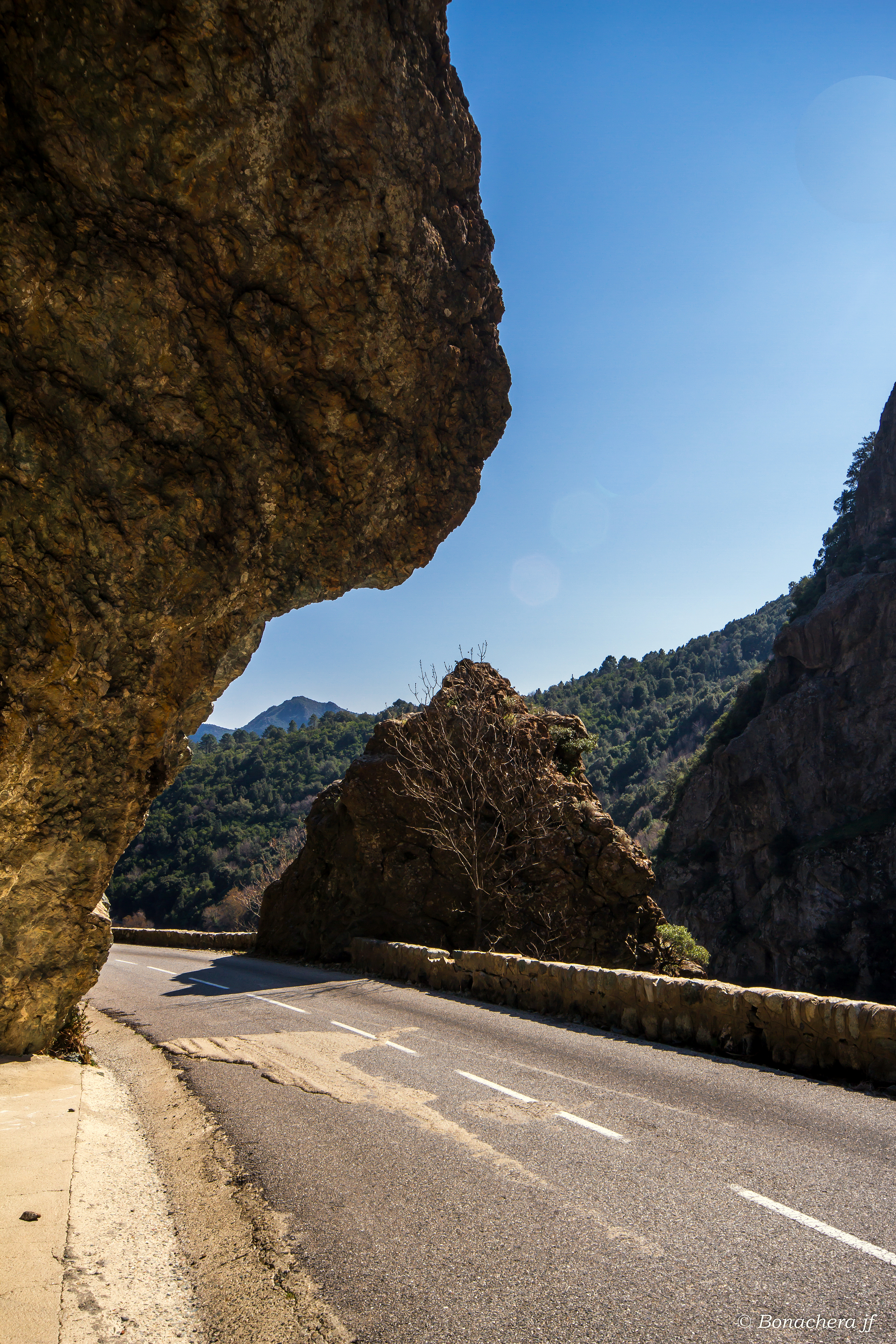
Le défilé de l'Inzecca, une des nombreuses difficultés de la première spéciale.

Les 77 concurrents s'élancent du port d’Ajaccio le samedi 8 novembre en début d'après-midi, sous un ciel gris, en direction de Palneca d'où va être donné le départ de la première épreuve spéciale. Ce premier secteur chronométré, long de 158 kilomètres doit mener les équipages dans le nord de l'île, près de Ponte Leccia. Le parcours, très sélectif, a été reconnu à plusieurs reprises par les pilotes au cours des deux semaines précédentes. Porteur du numéro 1, Sandro Munari (Lancia Stratos) est le premier sur la route. Equipé de pneus 'slicks', il s'y montre très rapide. Moins cependant que Jean-Luc Thérier, parti une minute plus tard sur son Alpine A310. Dans le défilé de l'Inzecca, après Ghisoni (environ 45 kilomètres après le départ), il a la Stratos en ligne de mire, à seulement une vingtaine de secondes devant lui ! Certains spectateurs présents dans le secteur avoueront avoir été terrorisés au passage du pilote normand, qui à quelques reprises a atteint les 230 km/h ! Malheureusement, peu après le défilé, il ne peut éviter un pavé sur le bord droit de la chaussée. Les deux pneus droits éclatent, et Thérier a toutes les peines du monde à maintenir l'Alpine sur la route. Il ne touche rien, cependant, et l'équipage parvient à changer les deux roues et à repartir. Mais le train avant est faussé le pilote ne pourra éviter une touchette endommageant le train arrière cette fois. À l'arrivée de la spéciale, ce sera l'abandon, l’assistance ne pouvant remettre la voiture en état dans les délais. Gérard Larrousse (Alpine A110) a également endommagé sa voiture, après un tête-à-queue à deux kilomètres de l'arrivée, qu'il parvient toutefois à rejoindre. Les dégâts sont importants (train arrière, côté droit). Après réparation au point d'assistance, la voiture est en état de repartir, mais lourdement pénalisé l'équipage préfère renoncer.
L'équipe officielle Alpine perd ainsi deux de ses quatre voitures, et le pessimisme est de rigueur, d'autant que Jean-Pierre Nicolas (A110), qui a eu des soucis d'alimentation moteur, compte déjà près de deux minutes de retard sur la Lancia Stratos de Sandro Munari, auteur du meilleur temps devant son coéquipier Bernard Darniche. Sur la seconde Alpine A310, Francis Vincent a perdu beaucoup de temps à cause d'une crevaison, son retard sur la Lancia de tête est de près de neuf minutes. Sur son coupé Alfetta, Jean-Claude Andruet a réalisé un excellent temps et occupe la troisième place à moins d'une minute de Munari. Il est largement en tête du groupe 2, d'autant que ses principaux rivaux dans cette catégorie, Guy Chasseuil et Jean-Louis Clarr, sur Opel Ascona, ont hypothéqué toutes leurs chances de bien figurer : Chasseuil a explosé son moteur tandis que Clarr est seulement soixantième, ayant crevé et subi deux pannes sèches ! Parmi les autres malchanceux, on compte Francis Serpaggi (Alpine A110), qui est sorti de la route, ainsi que Jean-Pierre Rouget et Jean-François Mas, deux prétendants à la victoire en groupe 3 sur leurs Porsche, victimes de pannes de transmission. Raffaele Pinto (Stratos) est également sorti de la route, mais a pu repartir, ayant perdu environ six minutes sur ses coéquipiers.
La seconde étape spéciale, longue d'environ 25 kilomètres, est une nouvelle fois remportée par Munari, juste devant Nicolas à sept secondes. Le classement général reste inchangé, avec toujours les deux Lancia de Munari et Darniche menant la course devant l'Alfa Romeo d'Andruet et la berlinette de Nicolas. Mais sur le difficile secteur routier qui mène au contrôle de Barchetta, il pleut des cordes. Munari se fait piéger et détruit sa Stratos dans la descente du col Saint-Antoine. Aucun équipage ne parvient à éviter d'être pénalisé sur la chaussée très glissante. L'abandon de Munari permet à Darniche de prendre la tête de la course, devant Nicolas qui a passé Andruet, ce dernier ayant perdu sept minutes à cause tout d'abord d'un incident de pointage, puis d'une sortie de route. Francis Vincent a également perdu beaucoup de temps à cause de problèmes électriques et compte près de vingt minutes de retard, tombant à la huitième place du classement général.
Après une halte à Bastia, les concurrents abordent les routes du Cap Corse. Ouvrant désormais la route, Andruet est le premier à s'élancer dans le troisième tronçon chronométré, au départ de Luri. Mais la montée est bloquée par un tronc d'arbre placé volontairement en travers de la route, et signalé par des panneaux. La course est arrêtée. Après information de l'état des routes, les organisateurs prennent la décision d'annuler les troisième, quatrième et cinquième spéciales, enjoignant aux équipages de regagner Ajaccio, terme de la première étape, le classement étant figé.
| Pos. | Pilote               | Copilote              | Voiture               | Groupe | Temps           | Écart         |
| ---- | -------------------- | --------------------- | --------------------- | ------ | --------------- | ------------- |
| 1    | Bernard Darniche     | Alain Mahé            | Lancia Stratos HF     | 4      | 2 h 20 min 38 s |               |
| 2    | Jean-Pierre Nicolas  | Vincent Laverne       | Alpine A110 1800      | 4      | 2 h 21 min 59 s | + 1 min 21 s  |
| 3    | Jean-Claude Andruet  | Yves Jouanny          | Alfa Romeo Alfetta GT | 2      | 2 h 27 min 07 s | + 6 min 29 s  |
| 4    | Raffaele Pinto       | Arnaldo Bernacchini   | Lancia Stratos HF     | 4      | 2 h 27 min 57 s | + 7 min 19 s  |
| 5    | Jean-Pierre Manzagol | Jean-François Filippi | Alpine A110 1800      | 4      | 2 h 29 min 20 s | + 8 min 42 s  |
| 6    | Jacques Henry        | Maurice Gélin         | Alpine A110 1800      | 4      | 2 h 29 min 49 s | + 9 min 11 s  |
| 7    | Michèle Mouton       | Françoise Conconi     | Alpine A110 1600 S    | 3      | 2 h 36 min 38 s | + 16 min 00 s |
| 8    | Francis Vincent      | Jacques Jaubert       | Alpine A310           | 4      | 2 h 40 min 36 s | + 19 min 58 s |
| 9    | Bernard Picone       | Robert Cianelli       | Alpine A110 1800      | 3      | 2 h 42 min 01 s | + 21 min 23 s |
| 10   | Charles Alberti      | Yvan Cachard          | Alpine A110 1800      | 3      | 2 h 44 min 03 s | + 23 min 25 s |

### Deuxième étape

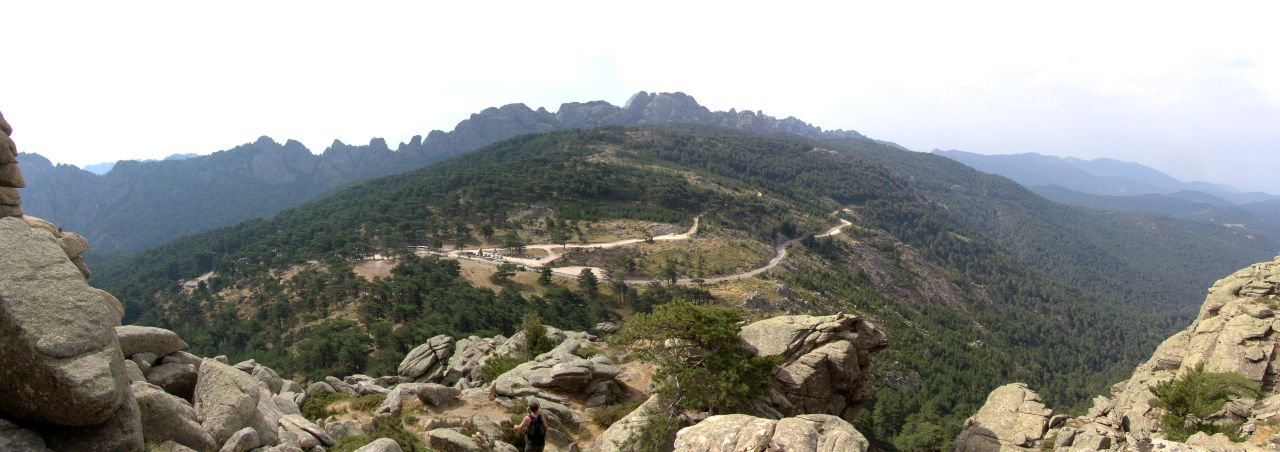
La spéciale du col de Bavella a permis à Darniche de s'assurer un avantage décisif.

À la suite des événements ayant perturbé la première étape, les équipages n'ont bénéficié que d'une heure de repos (au lieu de trois) lorsqu'ils repartent pour la boucle sud, à cinq heures du matin, toujours sous la pluie. Les deux premières spéciales de la journée voient un festival d'Andruet, déchaîné au volant de son Alfa groupe 2. Il ne reprend cependant que quelques secondes à Nicolas, qui le précède au classement général, revenu à 42 secondes de la Lancia de Darniche. Le secteur chronométré suivant est long de 115 kilomètres. Nicolas s'y impose, reprenant 37 secondes à Darniche, en difficulté avec ses freins. L'écart entre les deux hommes de tête n'est plus que de cinq secondes ! Andruet a levé le pied, assurant sa troisième place. Jusqu'alors quatrième, Pinto a perdu énormément de temps à cause de problèmes de suspension et chute au classement général, au profit de Jean-Pierre Manzagol et Jacques Henry, tous deux sur Alpine A110, seulement séparés de deux secondes. Sous la menace directe de Nicolas, Darniche réagit dans la spéciale suivante, empruntant le col de Bavella : sur les 38 kilomètres du parcours, il reprend 27 secondes à son adversaire, tandis que Pinto abandonne, la réparation du triangle de suspension cassé n'ayant pu être effectuée dans les délais. Derrière Andruet toujours troisième, Manzagol a pris un net avantage sur Henry, retardé par des problèmes de refroidissement.
Dans la dernière spéciale, longue de 18 kilomètres, Darniche et Nicolas réalisent le même temps, devant Manzagol. Darniche rejoint Ajaccio en tête, remportant son second Tour de Corse. Malgré l'abandon de ses deux voitures officielles, Lancia, grâce à une voiture privée, remporte son deuxième titre mondial consécutif. Comme l'année précédente, Nicolas échoue à la deuxième place, après une belle démonstration au volant d'une berlinette rendant 50 chevaux à la Stratos victorieuse. Andruet, troisième, s'impose en groupe 2, tandis que Manzagol prend une belle quatrième place devant son public. Très régulière, Michèle Mouton, septième au général, remporte une nouvelle fois le groupe 3 sur son Alpine A110.

### Classements intermédiaires
Classements intermédiaires des pilotes après chaque épreuve spéciale :
- Les épreuves spéciales 3, 4 et 5 ont été annulées par les organisateurs, la spéciale 3 (Luri - Canari) étant bloquée par un tronc d'arbre[5].

### Classement général
| Pos | No | Pilote               | Copilote              | Voiture               | Temps           | Écart         | Groupe |
| --- | -- | -------------------- | --------------------- | --------------------- | --------------- | ------------- | ------ |
| 1   | 6  | Bernard Darniche     | Alain Mahé            | Lancia Stratos HF     | 4 h 58 min 26 s |               | 4      |
| 2   | 7  | Jean-Pierre Nicolas  | Vincent Laverne       | Alpine A110 1800      | 4 h 58 min 58 s | + 32 s        | 4      |
| 3   | 3  | Jean-Claude Andruet  | Yves Jouanny          | Alfa Romeo Alfetta GT | 5 h 09 min 51 s | + 11 min 25 s | 2      |
| 4   | 12 | Jean-Pierre Manzagol | Jean-François Filippi | Alpine A110 1800      | 5 h 15 min 42 s | + 17 min 16 s | 4      |
| 5   | 11 | Jacques Henry        | Maurice Gélin         | Alpine A110 1800      | 5 h 19 min 41 s | + 21 min 15 s | 4      |
| 6   | 9  | Francis Vincent      | Jacques Jaubert       | Alpine A310           | 5 h 22 min 26 s | + 24 min 00 s | 4      |
| 7   | 20 | Michèle Mouton       | Françoise Conconi     | Alpine A110 1600 S    | 5 h 33 min 49 s | + 35 min 23 s | 3      |
| 8   | 34 | Jean-Marie Soriano   | Robert Simonetti      | Alpine A110 1800      | 5 h 52 min 45 s | + 54 min 19 s | 4      |
| 9   | 40 | Bernard Picone       | Robert Cianelli       | Alpine A110 1800      | 5 h 52 min 46 s | + 54 min 20 s | 3      |
| 10  | 16 | Henry Greder         | 'Céligny'             | Opel Kadett GT/E      | 5 h 58 min 21 s | + 59 min 55 s | 4      |

### Hommes de tête
- ES1 à ES2 :  Sandro Munari -  Mario Mannucci (Lancia Stratos HF)
- Liaison après ES2 à ES10 :  Bernard Darniche -  Alain Mahé (Lancia Stratos HF)

### Vainqueurs d'épreuves spéciales
- Sandro Munari -  Mario Mannucci (Lancia Stratos HF) : 2 spéciales (ES 1, 2)
- Jean-Claude Andruet -  Yves Jouanny (Alfa Romeo Alfetta GT) : 2 spéciales (ES 6, 7)
- Jean-Pierre Nicolas -  Vincent Laverne (Alpine A110 1800) : 2 spéciales (ES 8, 10)
- Bernard Darniche -  Alain Mahé (Lancia Stratos HF) : 2 spéciales (ES 9, 10)

## Résultats des principaux engagés
| No | Pilote               | Copilote                | Voiture               | Groupe | Classement général                                            | Class. groupe |
| -- | -------------------- | ----------------------- | --------------------- | ------ | ------------------------------------------------------------- | ------------- |
| 1  | Sandro Munari        | Mario Mannucci          | Lancia Stratos HF     | 4      | ab. après 2e spéciale (sortie de route)                       | -             |
| 2  | Jean-Luc Thérier     | Michel Vial             | Alpine A310           | 4      | ab. après 1re spéciale (trains endommagés)                    | -             |
| 3  | Jean-Claude Andruet  | Yves Jouanny            | Alfa Romeo Alfetta GT | 2      | 3e à 11 min 25 s                                              | 1er           |
| 4  | Raffaele Pinto       | Arnaldo Bernacchini     | Lancia Stratos HF     | 4      | mise hors-course après 9e spéciale (hors délais)              | -             |
| 5  | Gérard Larrousse     | Christian Delferrier    | Alpine A110 1800      | 4      | abandon après 1re spéciale (à la suite d'une sortie de route) | -             |
| 6  | Bernard Darniche     | Alain Mahé              | Lancia Stratos HF     | 4      | 1er                                                           | 1er           |
| 7  | Jean-Pierre Nicolas  | Vincent Laverne         | Alpine A110 1800      | 4      | 2e à 32 s                                                     | 2e            |
| 8  | Guy Chasseuil        | Christian Baron         | Opel Ascona           | 2      | ab. dans 1re spéciale (moteur explosé)                        | -             |
| 9  | Francis Vincent      | Jacques Jaubert         | Alpine A310           | 4      | 6e à 24 min 00 s                                              | 5e            |
| 10 | Jean-Pierre Rouget   | Patrice Chonez          | Porsche Carrera       | 3      | ab. dans 1re spéciale (couple conique)                        | -             |
| 11 | Jacques Henry        | Maurice Gélin           | Alpine A110 1800      | 4      | 5e à 21 min 15 s                                              | 4e            |
| 12 | Jean-Pierre Manzagol | Jean-François Filippi   | Alpine A110 1800      | 4      | 4e à 17 min 16 s                                              | 3e            |
| 14 | Francis Serpaggi     | Dominique Subrini       | Alpine A110 1800      | 4      | ab. dans 1re spéciale (sortie de route)                       | -             |
| 15 | Jean-Louis Clarr     | Jean-François Fauchille | Opel Ascona           | 2      | ab. dans 9e spéciale (accident)                               | -             |
| 16 | Henry Greder         | Régine 'Céligny'        | Opel Kadett GT/E      | 4      | 10e à 59 min 55 s                                             | 7e            |
| 17 | Didier Pironi        | Gérard Bonnamour        | Renault 12 Gordini    | 2      | ab. après 1re spéciale (volant moteur)                        | -             |
| 18 | Jean-François Mas    | Christian Gilbert       | Porsche Carrera       | 3      | ab. dans 1re spéciale (transmission)                          | -             |
| 19 | Jean-Claude Lagniez  | Michel Rousseau         | Porsche Carrera       | 3      | ab. dans deuxième étape (pas de roue de secours)              | -             |
| 20 | Michèle Mouton       | Françoise Conconi       | Alpine A110 1600 S    | 3      | 7e à 35 min 23 s                                              | 1er           |
| 34 | Jean-Marie Soriano   | Robert Simonetti        | Alpine A110 1800      | 4      | 8e à 54 min 19 s                                              | 6e            |
| 40 | Bernard Picone       | Robert Cianelli         | Alpine A110 1800      | 3      | 9e à 54 min 20 s                                              | 2e            |
| 43 | Michel Marchisio     | Claude Reynard          | Alpine A110 1600      | 3      | 12e à 1 h 13 min 19 s                                         | 4e            |
| 45 | Charles Alberti      | Yvan Cachard            | Alpine A110 1800      | 3      | 11e à 1 h 00 min 08 s                                         | 3e            |
| 48 | Gérard Swaton        | Bernard Cordesse        | Alpine A110 1800      | 3      | 15e à 1 h 25 min 50 s                                         | 7e            |
| 63 | 'Tchine'             | Claude Julian           | Opel Commodore        | 1      | 16e à 1 h 29 min 59 s                                         | 1er           |

## Classement du championnat à l'issue de la course
- attribution des points : 20, 15, 12, 10, 8, 6, 4, 3, 2, 1 respectivement aux dix premières marques de chaque épreuve (sans cumul, seule la voiture la mieux classée de chaque constructeur marque des points)
- seuls les sept meilleurs résultats (sur dix épreuves) sont retenus pour le décompte final des points.
- le rallye de Rideau Lakes, qui devait se dérouler du 15 au 19 octobre[6], a été annulé.

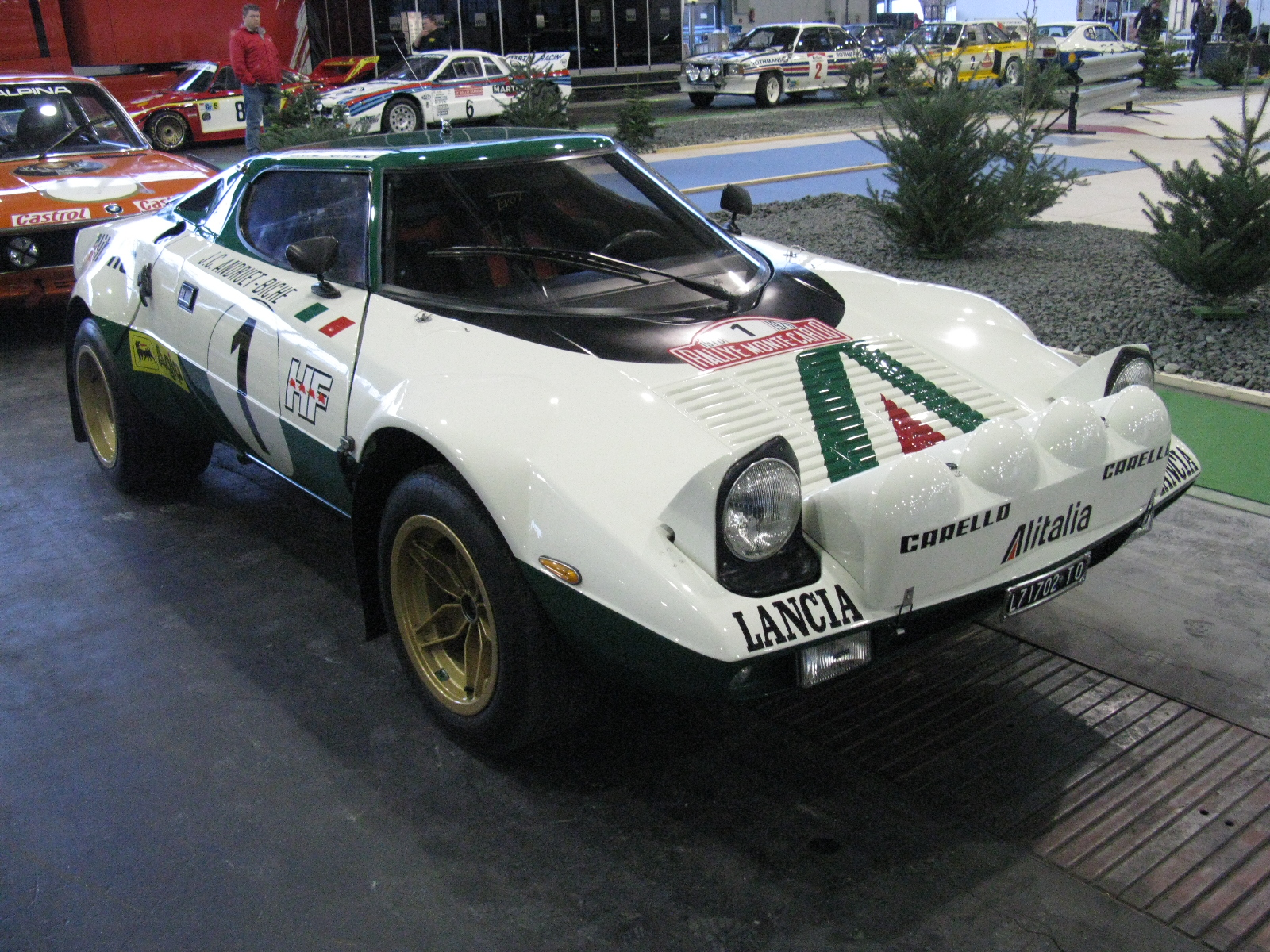
Victorieuse à quatre reprises cette saison, la Stratos offre un second titre mondial à Lancia.

| Pos. | Marque         | Points | M-C | SUE | SAF | ACR | MAR | POR | FIN | SAN | COR | RAC |
| ---- | -------------- | ------ | --- | --- | --- | --- | --- | --- | --- | --- | --- | --- |
| 1    | Lancia         | 95     | 20  | 20  | 15  | -   | -   | -   | -   | 20  | 20  |     |
| 2    | Alpine-Renault | 60     | 6   | -   | -   | 15  | 12  | -   | -   | 12  | 15  |     |
| 3    | Fiat           | 58     | 15  | 8   | -   | -   | -   | 20  | -   | 15  | -   |     |
| 4    | Opel           | 48     | -   | 3   | -   | 20  | -   | 10  | 8   | 6   | 1   |     |
| 5    | Peugeot        | 40     | -   | -   | 20  | -   | 20  | -   | -   | -   | -   |     |
| 6    | Toyota         | 32     | -   | -   | -   | -   | -   | 12  | 20  | -   | -   |     |
| 7    | Saab           | 30     | -   | 15  | -   | -   | -   | -   | 15  | -   | -   |     |
| 8    | Datsun         | 26     | -   | -   | 6   | -   | 6   | 8   | 6   | -   | -   |     |
| 9    | Alfa Romeo     | 23     | 3   | -   | -   | 4   | -   | -   | -   | 4   | 12  |     |
| 10   | Mitsubishi     | 22     | -   | -   | 10  | 12  | -   | -   | -   | -   | -   |     |
| 11   | Ford           | 15     | -   | 1   | -   | -   | -   | 2   | 12  | -   | -   |     |
| 12   | Citroën        | 13     | -   | -   | -   | -   | 10  | 3   | -   | -   | -   |     |
| 13   | Porsche        | 12     | 4   | -   | -   | -   | -   | -   | -   | 8   | -   |     |
| 14   | Volvo          | 9      | -   | 2   | -   | 6   | 1   | -   | -   | -   | -   |     |
| 15   | Renault        | 8      | 8   | -   | -   | -   | -   | -   | -   | -   | -   |     |
| 15=  | Audi           | 8      | -   | -   | -   | 8   | -   | -   | -   | -   | -   |     |
| 17   | Škoda          | 4      | -   | 4   | -   | -   | -   | -   | -   | -   | -   |     |
| 18   | Chrysler       | 2      | -   | -   | -   | -   | -   | -   | 2   | -   | -   |     |
| 19   | BMW            | 1      | 1   | -   | -   | -   | -   | -   | -   | -   | -   |     |
| 19=  | Lada           | 1      | -   | -   | -   | 1   | -   | -   | -   | -   | -   |     |